# Авилов, Александр

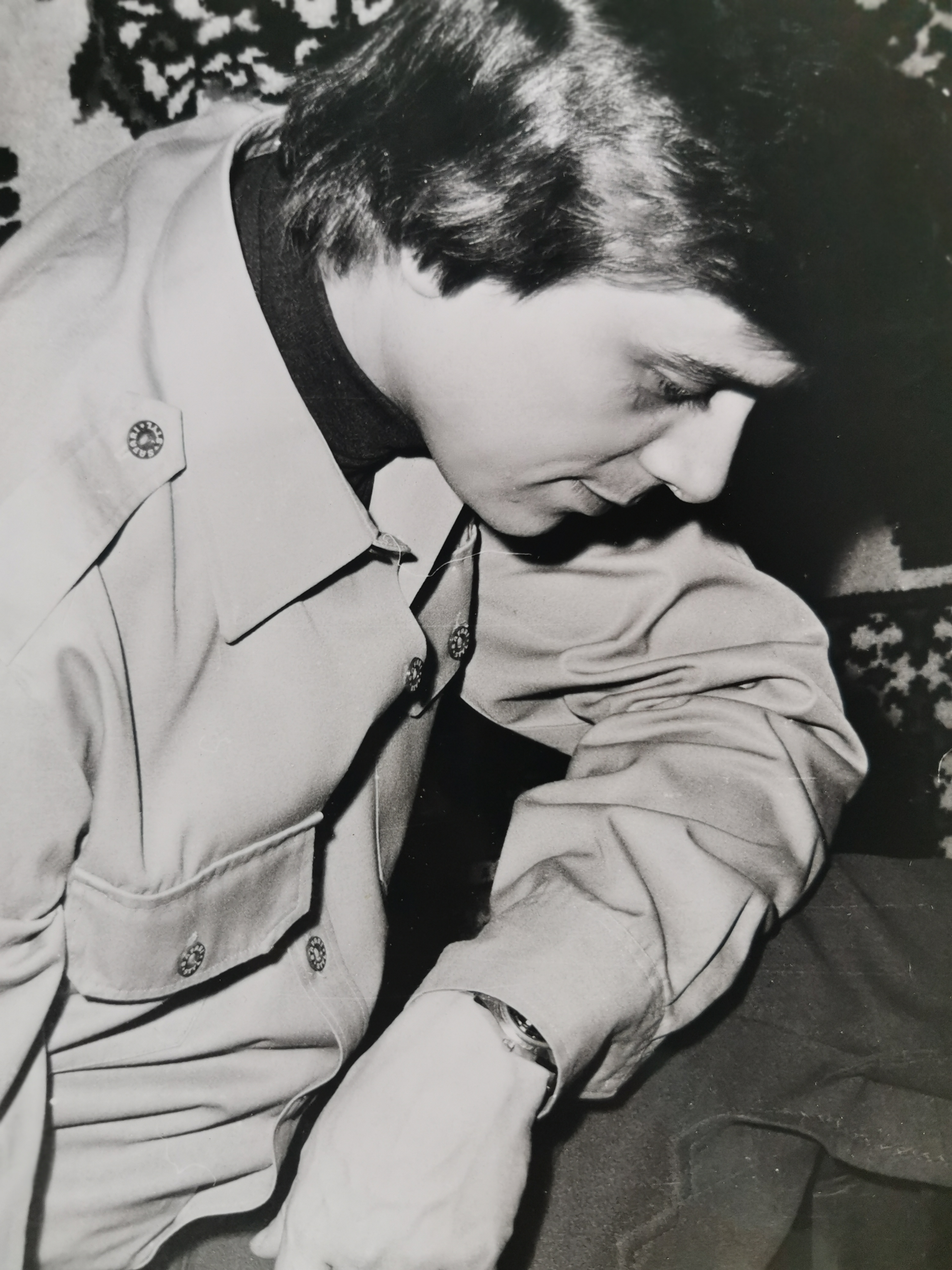
Авилов А.С

Александр Сергеевич Авилов (20 сентября 1946 — 12 апреля 2003) — музыкальный руководитель ансамбля «Ритм» Харьковской филармонии, музыкант, артист. Руководитель первого собственного музыкального коллектива Аллы Пугачевой.

## Биография
Родился и вырос в Харькове, закончил музыкальную школу по классу фортепьяно. Учился в Харьковской консерватории, по специальности дирижёр-хормейстер.

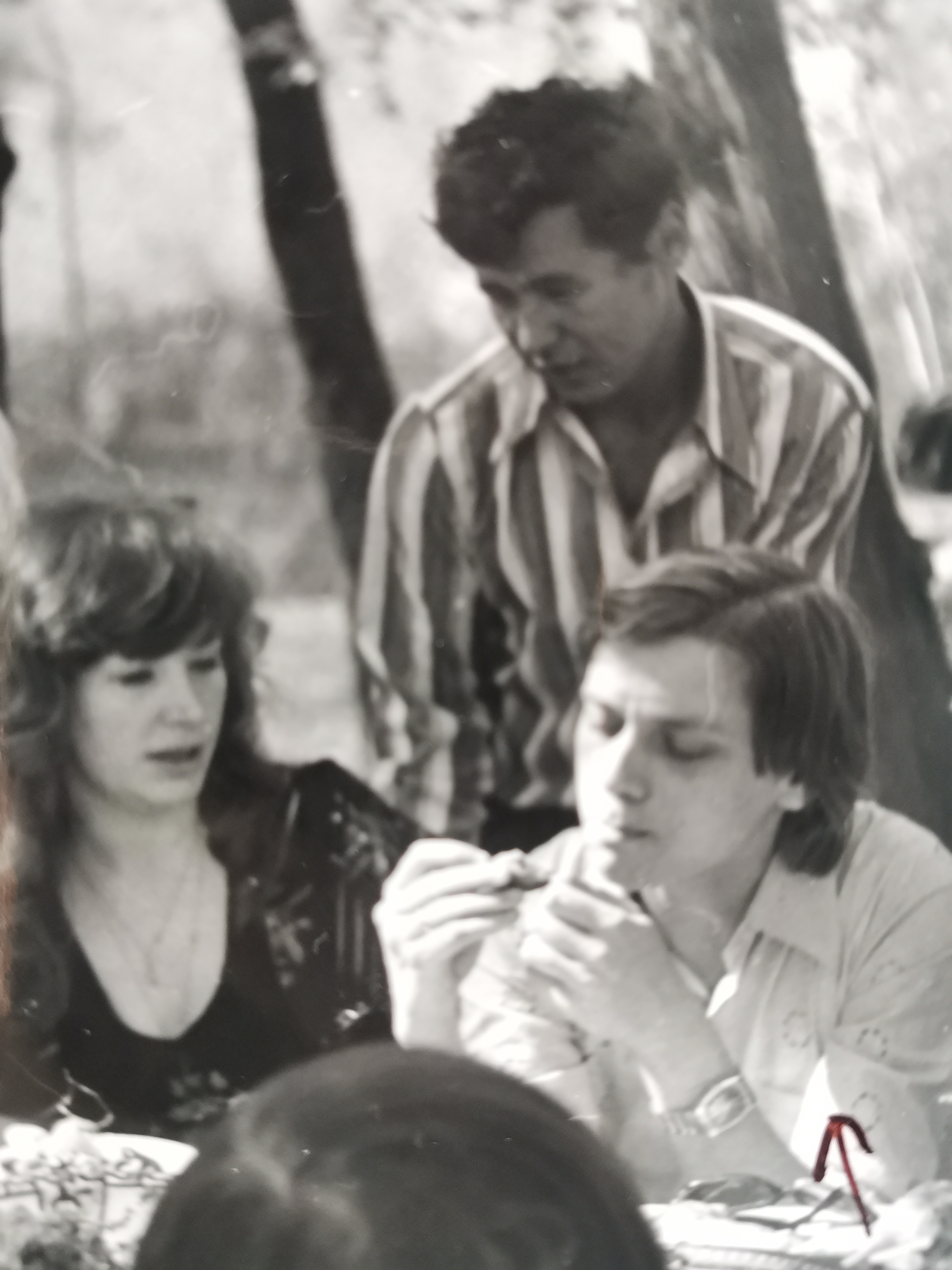
Авилов и Пугачева

### Создание ВИА «Ритм» и начало сотрудничества с Пугачевой
В начале 70-х годов становится музыкальным руководителем вокально-инструментального ансамбля «Ритм», который был создан в харьковском Дворце культуры железнодорожников. В 1973 г. его коллектив побеждает на зональном отборе Всесоюзного телевизионного конкурса молодых исполнителей «Молодые голоса» (поделили победу с вокальным ансамблем «Виктория» из Киева). В 1976 году ВИА «Ритм» становится филармоническим коллективом, он приписан к харьковской филармонии и гастролирует в провинции. Музыканты выступают на республиканском радио с традиционной для того времени программой, которая включает в себя хиты и патриотические песни. Чаще других композиций по радио звучит их собственная версия хита Евгения Мартынова «Соловьи поют, заливаются».
В 1974 году ВИА «Ритм» под руководством Александра Авилова участвует в V Всесоюзном конкурсе артистов эстрады в Москве, но дальше первого тура не проходит. Пугачева на этом конкурсе получает третью премию. Во время конкурса знакомства Пугачевой с музыкантами группы «Ритм» не случилось.
Их встреча произошла в конце 1976 года. Отчасти случайная, она определила всю дальнейшую судьбу музыкантов и больше всего художественного руководителя группы. К тому времени Алла Пугачева — уже победительница конкурса «Золотой Орфей» в Болгарии с песней «Арлекино». Она уходит из ВИА «Веселые ребята» и в октябре 1976 года становится солисткой эстрадно-симфонического оркестра Армении под управлением Константина Орбеляна. Но несмотря на то, что вместе с оркестром Пугачева становится лауреатом всесоюзного конкурса «Песня года», ее второй супруг Александр Стефанович убеждает ее покинуть и этот коллектив. Пугачёва выбирает собственную сольную карьеру.
Первые самостоятельные гастроли у Пугачевой должны состояться в Харькове, в местном Театре музыкальной комедии (до революции в здании располагался Театр Муссури). Однако выясняется, что Пугачева не успела пройти аттестацию худсовета Москонцерта, и, следовательно, не имеет права на сольные выступления. Музыкантов у неё нет, и выступать ей не с кем.
Здесь на помощь Пугачевой приходит Мария Словесник — администратор Театра музыкальной комедии и двоюродная тётка певицы. Она договаривается с Александром Авиловым о том, что Пугачева будет выступать с группой «Ритм». Музыкантов снимают с гастролей и отправляют в Харьков. Они за три дня разучивают репертуар певицы. При этом Пугачева остается не сольной исполнительницей, а как бы солисткой «Ритма», музыканты которого служат ей прикрытием. Однако, ей разрешено петь уже не две-три песни, как раньше, а намного больше. Те, первые гастроли проходят не под эгидой Харьковской филармонии: афиш нет, билеты распространяются «по своим», но расходятся стремительно.
Тогда в Театре музкомедии Пугачева дала 16 концертов. В начале следующего года она вернулась в Харьков уже с «официальными» 18 концертами.
Через месяц после первого концерта Алла Пугачева приглашает музыкантов ВИА «Ритм» стать ее постоянным коллективом. В 1977 году певица окончательно оформляет свой творческий союз с «Ритмом». Весной Пугачева (вместе со своим новым коллективом) проходит аттестацию в Москве, выступив перед худсоветом Москонцерта, и получает право на собственное отделение и проведение гастролей. В апреле 1978 года она уже выступает с «Ритмом» во Дворце спорта ВАЗа «Волгарь» в г. Тольятти. В мае 1978 Пугачева переходит из Москонцерта в Росконцерт, и ее концертный директор того периода (и третий муж) Евгений Болдин добивается, чтобы ВИА «Ритм» из Харькова также был переведен под юрисдикцию «Росконцерта». Всего в Москву тогда было переведено тринадцать человек. Кроме звуковой, группа, первой в СССР, получает комплект световой аппаратуры.

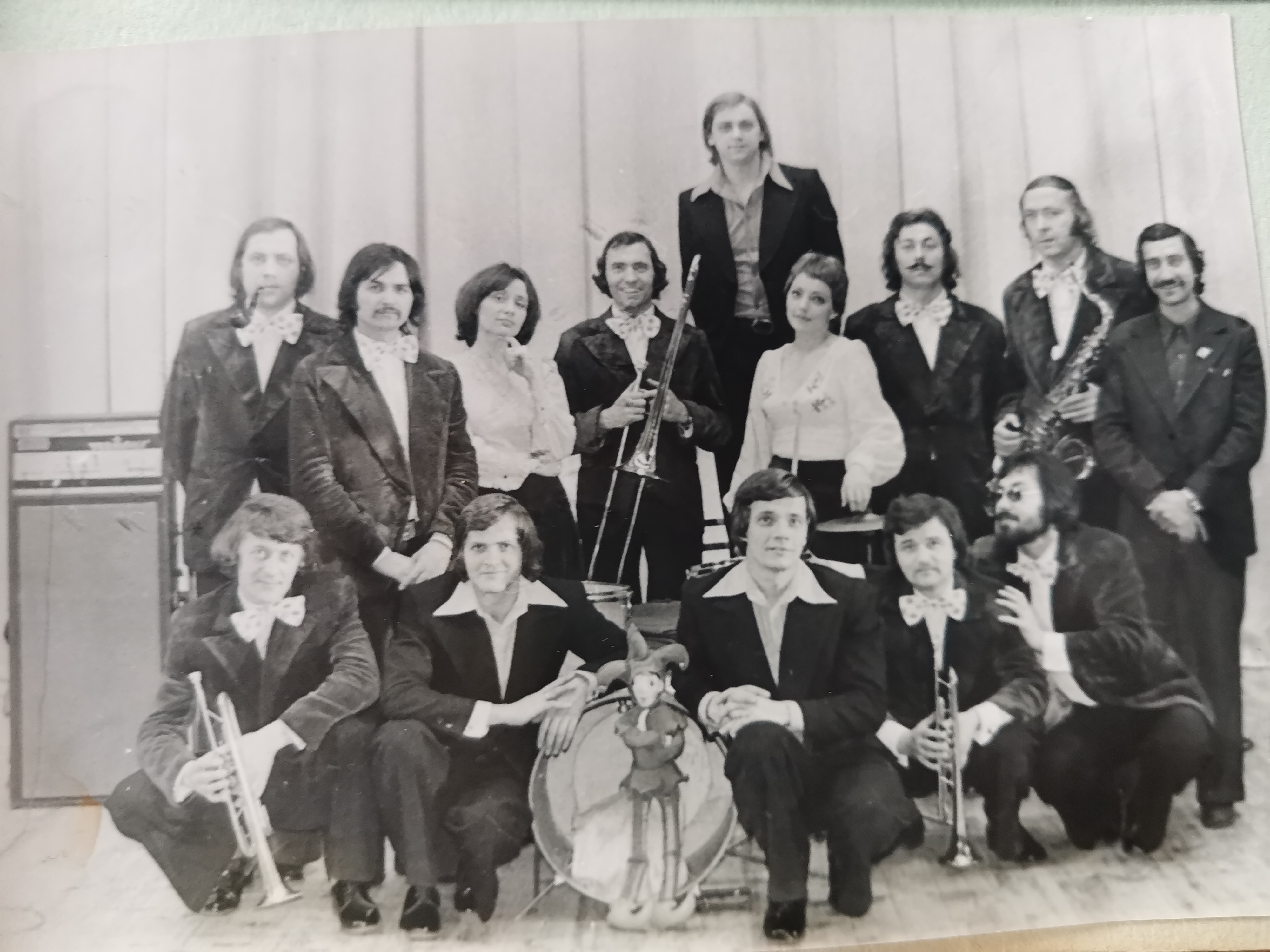
ВИА Ритм 1978

На момент первых концертов с Пугачевой музыканты Александра Авилова выступают следующим составом:
Клавишные — А.Литвиненко, бас-гитара — О.Яковлев, барабаны — В.Ашиков, гитара — Т.Тухтамышев. бэк-вокал: А.Забравный, А.Камеристый, Г.Ёлкина, Т.Лёвина. В ВИА «Ритм» была два трубача А.Шендерук, Е.Александрович.
С Аллой Пугачевой ВИА «Ритм» под управление Александра Авилова записал песни к фильму «Женщина которая поёт», альбом «Поднимись над суетой» и несколько миньонов.
ВИА «Ритм» принимал участие в ее записях на грампластинках: «Зеркало души», «Поднимись над суетой», «То ли еще будет».
Не все записи Пугачёвой, сделанные в период 1977—1980 гг., создавались с «Ритмом».

### Песни, записанные с Александром Авиловым
Всё могут короли (1977);
Приезжай (1977);
Сонет (1977);
Женщина, которая поёт (1977);
Ты возьми меня с собой (1978);
Песня первоклассника (1978);
Вот так случилось, мама (2 студийных записи, 1978 и 1979);
Все силы даже прилагая (2 студийных записи, 1978 и 1979);
Три желания (2 студийных записи, 1978 и 1979);
Звёздное лето (2 студийных записи, 1978 и 1979);
Папа купил автомобиль (2 студийных записи, 1978 и 1979);
Поднимись над суетой (2 студийных записи, 1978 и 1979);
Что не может сделать атом (1979);
Ленинград (1979);
Музыкант (1979);
Улетай, туча (1979);
Tähtikesä (1979);
Московский романс (1980);
Я больше не ревную (1-я студийная запись, 1980);
Здравствуйте (1980).
Александр Авилов и его ансамбль принимали участие в записи музыки и съемках фильма «Женщина, которая поет». Сам Авилов играл в фильме роль музыканта коллектива певицы — главной героини фильма.
В 1979 году ВИА «Ритм» записали диск-гигант "Дискотека «А», на нем были собраны инструментальные версии из альбома «Поднимись над суетой».

### Прекращение работы с Пугачевой и арест
По одной из версий, расставание с «Ритмом» у Пугачевой произошло из-за уголовного дела, возбуждённого ОБХСС против Александра Авилова. Но это, скорее всего, не так. Сотрудничество Аллы Пугачевой и Александра Авилова продолжалось до 1980 года. После чего тот, одним из последних из первого состава «Ритма», перешёл работать в ансамбль «Красные маки». Именно в этот период времени, а именно в 1982 году его и арестовали по обвинению «в хищении социалистической собственности в особо крупных размерах». Тогда по этой статье (Статья УК РСФСР 93.1) можно было получить от восьми до пятнадцати лет лишения свободы с конфискацией имущества, и даже высшую меру наказания — расстрел с конфискацией имущества.
Но несмотря на то, что Авилов уже не работал с Пугачевой, именно ее концерт в Иркутске стал поводом для ареста. Тот концерт в 1980 году организовывал один из постоянных администраторов певицы — Григорий Гельбо. Однако, сказавшись в день выступления больным, он попросил поставить подпись на документы Александра Авилова. Что тот и сделал, хотя не имел никакого отношения ни к организации концертов, ни к финансовой деятельности. После возбуждения уголовного дела музыканта хотели арестовать непосредственно перед выступлением — и только Вахтанг Кикабидзе, с которым музыкант тогда работал, смог убедить оперативников отложить арест хотя бы до вечера и дать им возможность отработать концерт.
Впоследствии второй супруг Аллы Пугачевой Александр Стефанович говорил, что Пугачева не заступилась за музыканта.  Архивная копия от 8 мая 2019 на Wayback Machine
Однако очевидец тех событий, клавишник «Ритма» Александр Литвиненко утверждает, что Пугачева наоборот активно хлопотала за Авилова. Она смогла получить аудиенцию на самом «верху», у министра МВД СССР, и Николай Щелоков пообещал ей «разобраться». По словам Литвиненко, «все, что нашли у худрука при обыске, импортный магнитофон со съемными динамиками. Его подарили Авилову организаторы иркутского концерта».  Архивная копия от 7 мая 2019 на Wayback Machine
Обещание, данное Пугачевой всесильным Щелоковым, было выполнено. В ходе расследования к делу привлекли настоящего администратора Григория Гельбо. Авилову же в итоге присудили три хода «химии». Он отрабатывал их в Братске на строительстве дорог. При этом однажды был даже командирован в Москву договариваться насчёт выступления Пугачевой перед милицейским начальством Братска. Пугачева не отказала.
После освобождения Авилов ещё длительное время отдавал государству в счёт долга почти всю свою зарплату полностью.
О том, что Пугачева помогала своему музыканту и после освобождения тоже, рассказывал композитор Владимир Евзеров.  Архивная копия от 7 мая 2019 на Wayback Machine
Отбыв наказание Александр Авилов на большую сцену больше не вернулся. Он руководил самодеятельностью на заводе АЗЛК, был заведующим культурным сектором ДК.
Ушел из жизни после тяжёлой болезни. Скончался Александр Авилов от туберкулеза. Развитию заболевания, по всей видимости, поспособствовала работа на вредном производстве во время отбытия наказания. В конце жизни потерял слух. Похоронен в Харькове.
В 1980 году при «Росконцерте» вместо «Ритма» был создан ВИА «Рецитал» (туда перешли некоторые музыканты из «Ритма»), с которым Алла Борисовна выступала до «творческой паузы» в 1995 году, а затем с 1997 по 2010 годы.

## Дискография
| Алла Пугачева — Зеркало Души | Мелодия | 1977 |
| Ты Возьми Меня С Собой (as А. Авилов) Алла Пугачева / Лев Лещенко / Мария Пахоменко — Песня Первоклассника И Другие Песни Эдуарда Ханка | Мелодия | 1978 |
| Ритм — Дискотека «А» (Из Репертуара Аллы Пугачевой)                                                                                     | Мелодия | 1980 |
| Алла Пугачева — Вот Так Случилось, Мама                                                                                                 | Мелодия | 1980 |
| Алла Пугачева — Поет Алла Пугачева (3xLP, Comp + Box)                                                                                   | Мелодия | 1980 |
| Три Желания (as А. Авилов) Алла Пугачева — Маэстро                                                                                      | Мелодия | 1981 |
| Jednoducho (as Alexander Avilov) Various — Interparáda (LP, Comp)                                                                       | Opus    | 1981 |

## Фильмография
| Название                | Роль              | Год  |
| ----------------------- | ----------------- | ---- |
| «Женщина, которая поёт» | Участник ансамбля | 1978 |